# Аягозски район
Аягозски район (на казахски: Аягөз ауданы) е съставна част на Източноказахстанска област, Казахстан, с обща площ 47 730 км2 и население 71 679 души (по приблизителна оценка към 1 януари 2020 г.).
Административен център е град Аягоз.